# Gare de Molinges
La gare de Molinges est une gare ferroviaire française fermée située sur la commune de Chassal-Molinges dans le département du Jura en région Franche-Comté. Devenue halte  de la Société nationale des chemins de fer français (SNCF), elle n'est plus desservie depuis décembre 2017.

## Situation ferroviaire
Le bâtiment voyageurs de la gare de Molinges est situé au point kilométrique (PK) 84,529, à l’altitude 360,5 m, sur la ligne d'Andelot-en-Montagne à La Cluse entre les gares ouvertes de Saint-Claude et Oyonnax.

## Histoire
Dans les années 1970, l'activité de la gare se réduit, la SNCF enlève le pont-bascule (32 t) et une grue (10 t) au mois de mai 1974, et en juillet 1976 c'est une grue hydraulique qui est supprimée. La gare de Molinges devient une « gare sans gérance », la salle d'attente du bâtiment voyageurs est toujours utilisée mais il n'y a plus d'ouverture du guichet, sans doute dans les années 1980.
Dans les années 1990, la gare est fermée et les trains voyageurs ne marquent plus l'arrêt. Mais devant l'insistance de la municipalité, la SNCF ouvre de nouveau la gare en 2005, avec le statut de halte point d'arrêt non géré (PANG).
La halte ferme à nouveau en décembre 2017.

## Service des voyageurs

### Accueil
Arrêt Routier 

### Desserte
Depuis décembre 2017, seuls des autocars TER Bourgogne-Franche-Comté desservent cette halte, en raison de l'interruption des circulations ferroviaires entre les gares d'Oyonnax et de Saint-Claude.